# Axel Wahlberg
Axel Wahlberg (17 ottobre 1941 – Stoccolma, 6 novembre 1961) è stato uno schermidore svedese, vincitore di una medaglia di bronzo ai campionati mondiali di scherma.

## Biografia
È stato medaglia d'argento ai Campionati del mondo junior a Duisburg il 1º aprile 1961.
Selezionato per la nazionale, a luglio dello stesso anno ha partecipato ai campionati mondiali di scherma, tenutisi a Torino nel 1961, vincendo la medaglia di bronzo nella spada a squadre.
Il 5 novembre 1961, durante una competizione a Turku, è stato mortalmente colpito al cervello dalla lama di un avversario, nonostante le protezioni regolamentari.  Trasportato in ospedale in emergenza, è morto il giorno dopo.